# Makoto Nishino
Makoto Nishino (japanisch 西野 誠 Nishino Makoto; * 3. Juli 1984 in der Präfektur Hyōgo) ist ein japanischer Fußballspieler.

## Karriere
Nishino erlernte das Fußballspielen in der Universitätsmannschaft der Ritsumeikan-Universität. Seinen ersten Vertrag unterschrieb er 2007 bei ALO's Hokuriku (heute: Kataller Toyama). Der Verein spielte in der dritthöchsten Liga des Landes, der Japan Football League. Am Ende der Saison 2008 stieg der Verein in die J2 League auf. Ende 2012 beendete er seine Karriere als Fußballspieler.